# Fada N'Gourma Airport
Fada N'Gourma Airport är en flygplats i Burkina Faso.   Den ligger i provinsen Province du Gourma och regionen Est, i den östra delen av landet, 210 km öster om huvudstaden Ouagadougou. Fada N'Gourma Airport ligger 308 meter över havet.
Terrängen runt Fada N'Gourma Airport är platt. Närmaste större samhälle är Fada N'Gourma, 2,5 km norr om Fada N'Gourma Airport.
Omgivningarna runt Fada N'Gourma Airport är en mosaik av jordbruksmark och naturlig växtlighet. Runt Fada N'Gourma Airport är det ganska glesbefolkat, med 32 invånare per kvadratkilometer.